# Eduardo e Cristina
Eduardo e Cristina (título original en italiano; en español, Eduardo y Cristina) es una ópera seria en dos actos con música de Gioachino Rossini y libreto en italiano de Andrea Leone Tottola, con ayuda de Gherardo Bevilacqua Aldobrandini; es una adaptación del libreto Odoardo e Cristina, escrito en el año 1810 por Giovanni Schmidt para que lo musicalizara Stefano Pavesi. Se estrenó en el Teatro San Benedetto de Venecia el 24 de abril de 1819 con una acogida muy favorecedora, repitiéndose la representación una treintena de veces en el transcurso de dos meses.
El libreto fue adaptado en función de músicas preexistentes que el público veneciano no conocía. Se trataba entonces de lo que se llamaba "centone", esto es, una obra lírica constituida total o prevalentemente de números extraídos de otras composiciones del mismo compositor (en el caso de Eduardo e Cristina, gran parte del material musical proviene de Adelaide di Borgogna, Ermione, Ricciardo e Zoraide y Mosè in Egitto).

## Personajes
| Personaje                                    | Tesitura  | Elenco el 24 de abril de 1819 |
| -------------------------------------------- | --------- | ----------------------------- |
| Carlos, rey de Suecia.                       | tenor     | Eliodoro Bianchi              |
| Cristina, su hija.                           | soprano   | Rosa Morandi                  |
| Eduardo, esposo secreto de Cristina.         | contralto | Carolina Cortesi              |
| Giacomo, príncipe escocés.                   | bajo      | Luciano Bianchi               |
| Atlei, capitán de la guardia real.           | bajo      | Vincenzo Fracalini            |
| Gustavo, hijo secreto de Eduardo y Cristina. | actor     |                               |